# ريتشارد جاي هيوز
ريتشارد جاي هيوز (بالإنجليزية: Richard J. Hughes) هو قاضي ومحامي أمريكي، ولد في 10 أغسطس 1909 في Florence Township, New Jersey ‏ في الولايات المتحدة، وتوفي في 7 ديسمبر 1992 في بوكا راتون في الولايات المتحدة.

## وصلات خارجية
- ريتشارد جاي هيوز على موقع إن إن دي بي (الإنجليزية)